# Marwa

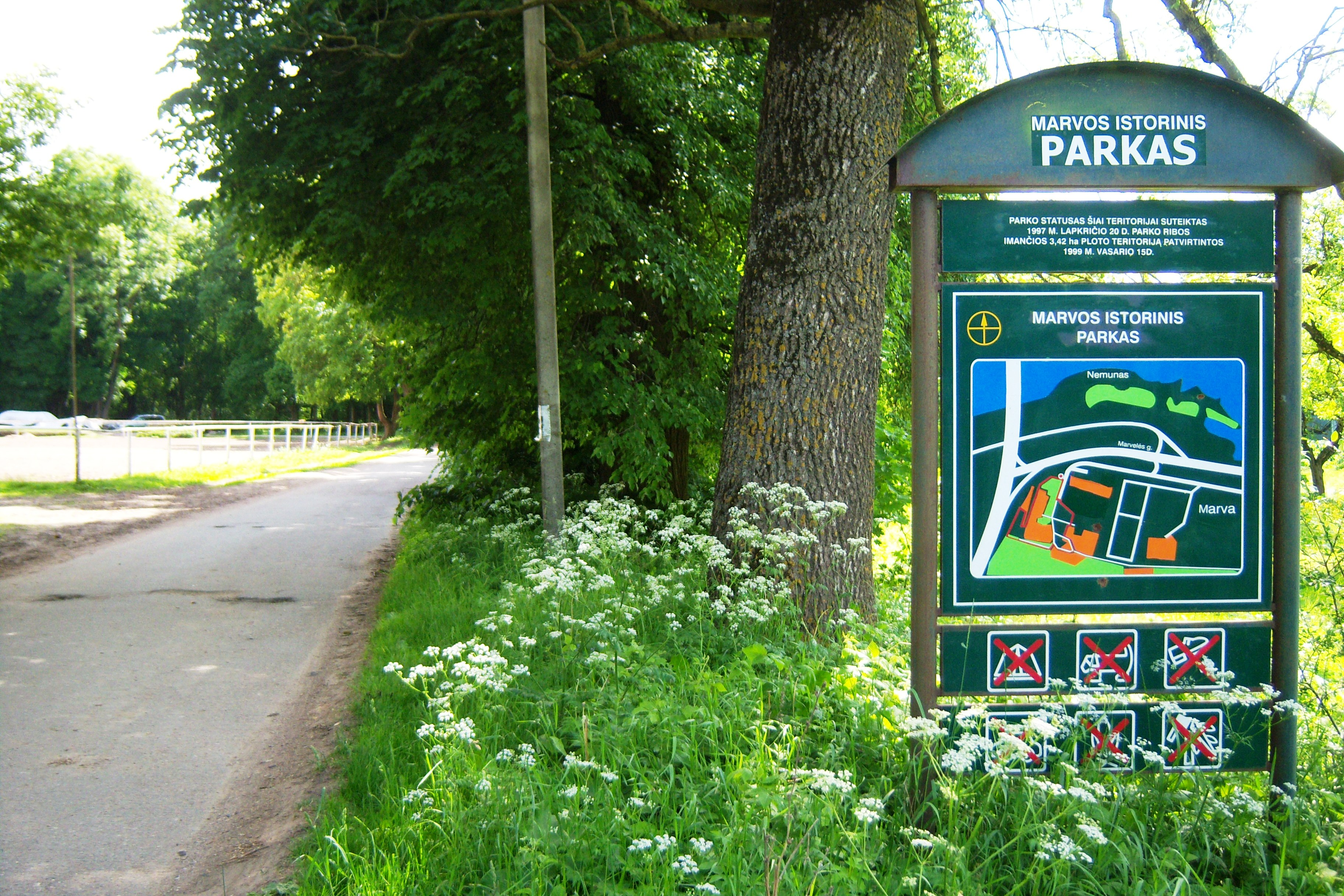
Tablica informacyjna o parku dworskim (2012)

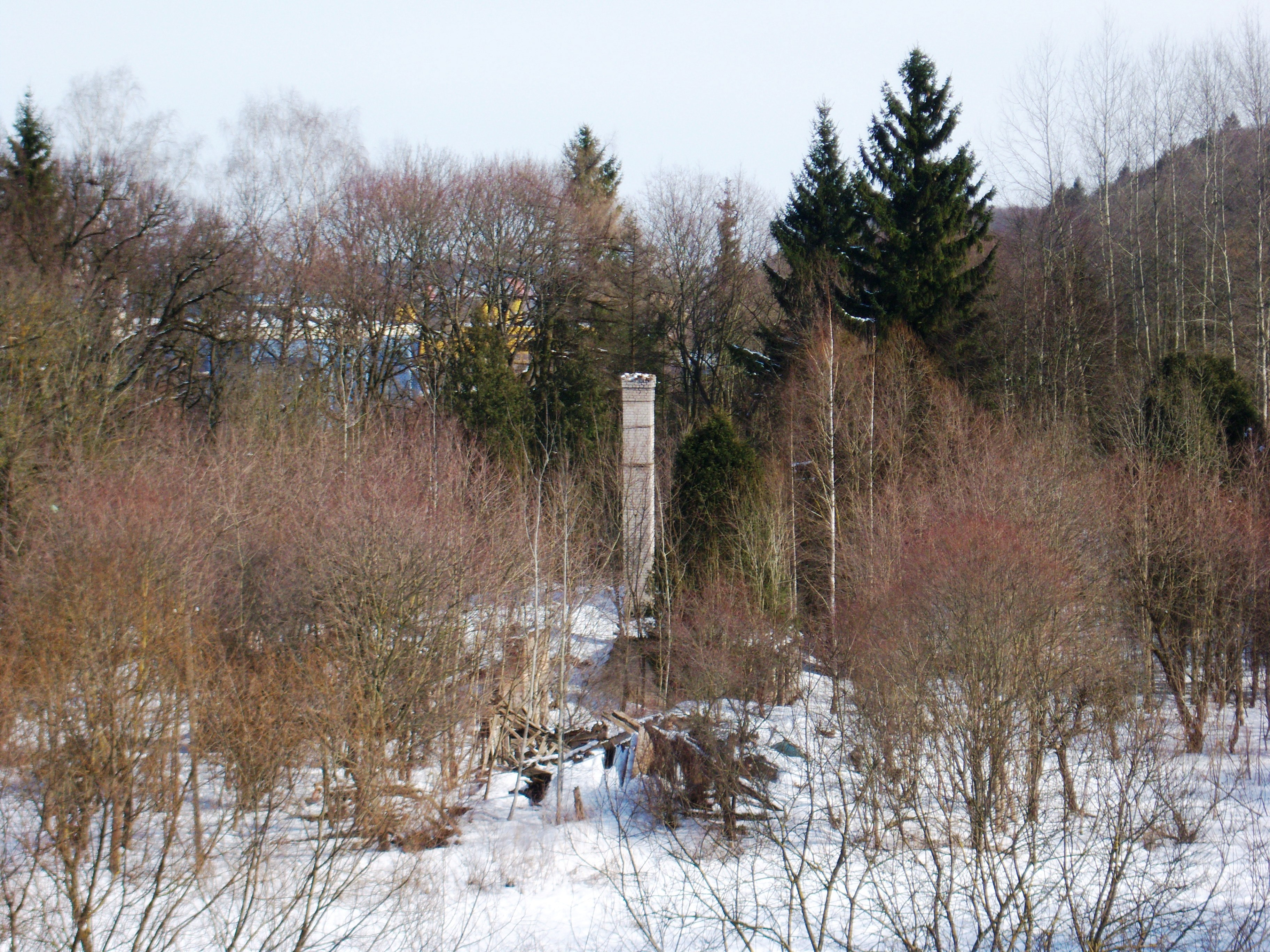
Resztki dworu widoczne z pobliskiej drogi (2013)

Marwa (również Girniki lub Gierniki Marwińskie, lit. Marva) – nieistniejąca wieś, dobra i folwark, obecnie na Litwie, dziś położone na terenie miasta Kowno. Folwark znajdował się na lewym brzegu Niemna, około 3 km poniżej ujścia do niego Wilii. Dziś po folwarku pozostał zrujnowany zespół dworski.

## Historia
Marwa była niegdyś zapewne placówką zwiadowczą Krzyżaków, choć nazwa ta została po raz pierwszy wspomniana w 1514 roku. Prawdopodobnie pierwsze zabudowania zespołu dworskiego powstały w XVI wieku. Później został on poważnie uszkodzony w XVIII wieku przez Szwedów podczas III wojny północnej. Od 1815 roku majątek należał do rosyjskiego generała Szachowskiego. W połowie XIX wieku przeszedł na własność pruskiej rodziny von Loerche, od której kupił go Wiktor Gawroński herbu Rola, żonaty z Józefą Godlewską (~1830–1866). Po nich majątek odziedziczył ich syn Stanisław (1860–1942) ożeniony z Heleną Lubomirską (1870–1950), rodzice Jana Gawrońskiego. Stanisław sprzedał jednak majątek, wraz z innymi należącymi do niego folwarkami generałowi inż. wojsk rosyjskich Aleksandrowi Falewiczowi (1824–1882), żonatemu z Kamillą z Dachnowicz-Hacickich (1832–1917). Ich córka Helena (1864–1944) wyszła za Wojciecha Falewicza, któremu wniosła Marwę w posagu. Ponieważ wszyscy ich synowie byli oficerami Wojska Polskiego, majątek po 1920 roku został skonfiskowany przez władze litewskie.
Po 1920 roku w folwarku władze litewskie zorganizowały stację bakteriologiczną. W 1924 roku dwór z 80-hektarową działką przejął Petras Maikauskas. W 1940 roku urządzono tu Państwowy Instytut Głuchoniemych i Niesłyszących, w czasie II wojny światowej działał tu szpital.
Po III rozbiorze Polski w 1795 roku dobra Marwa, wcześniej wchodzące w skład  województwa trockiego Rzeczypospolitej weszły w skład powiatu mariampolskiego, który w latach 1795 do 1807 należał do departamentu białostockiego pruskiej prowincji Prusy Nowowschodnie, następnie w departamencie łomżyńskim Księstwa Warszawskiego, potem, od 1816 roku w Królestwie Kongresowym, w województwie augustowskim, następnie (od 1837) guberni augustowskiej. W 1867 roku wszedł w skład guberni suwalskiej Imperium Rosyjskiego. W II połowie XIX wieku Marwa należała do gminy Aleksota (obecnie też dzielnica Kowna) i parafii Godlewo. 10 października 1920 roku na podstawie umowy suwalskiej przyznano te dobra Litwie, która w okresie 1940–1990, jako Litewska Socjalistyczna Republika Radziecka, wchodziła w skład ZSRR. 
W 1827 roku były tu 3 domy i 54 mieszkańców, w 1866 roku folwark liczył 9 domów, mieszkało tu 200 osób.
Dobra Marwa w 1866 roku liczyły łącznie 2353 morgi.

## Dwór
Dwór, jaki tu stał, był dużym, murowanym, jedenastoosiowym, dwukondygnacyjnym budynkiem. Grube mury, małe okna i sklepione izby parteru świadczyły o tym, że był bardzo stary. Dom był wzniesiony na planie wydłużonego prostokąta i przykryty wąskim, gładkim, gontowym dachem czterospadowym. Centralna, półkolista lukarna ożywiała dach od frontu. Do domu prowadziły oryginalne, jednobiegowe schody wsparte na czterech arkadach wiodące od podwyższonego podjazdu do tarasu wejściowego przykrytego płaskim daszkiem. 
Dwór w Marwie został splądrowany i zniszczony w 1914 roku. 
W 1991 roku tuż obok rozpoczęła się budowa miejskiej oczyszczalni ścieków. Miało to katastrofalne skutki dla zabytkowych obiektów. Zostały zreprywatyzowane, ale w dalszym ciągu niszczały. W 1997 roku zostały przejęte przez władze miejskie. Wkrótce wybuchł tu pożar, w konsekwencji czego dwór stał się składowiskiem odpadów.
Od 2001 roku zrujnowane budynki wraz z 5,5 hektarami czekają na kupca.
15 sierpnia 2014 roku urządzono tu obchody 500-lecia Marwy.
Majątek Marwa został opisany w 3. tomie Dziejów rezydencji na dawnych kresach Rzeczypospolitej Romana Aftanazego.